# Équipe cycliste Hustle
L'équipe cycliste Hustle Pro Cycling est une équipe cycliste canadienne, ayant le statut d'équipe continentale depuis 2022.

## Principales victoires
- South Aegean Tour	: 2022 (Matteo Dal-Cin)

## Classements UCI
L'équipe participe aux épreuves des circuits continentaux et en particulier de l'UCI America Tour. Les tableaux ci-dessous présentent les classements de l'équipe sur les différents circuits, ainsi que son meilleur coureur au classement individuel.
UCI America Tour
| UCI America Tour | UCI America Tour       | UCI America Tour                          | UCI America Tour |
| Année            | Classement par équipes | Meilleur coureur au classement individuel |                  |
| ---------------- | ---------------------- | ----------------------------------------- | ---------------- |
| 2022             | 14e                    | Matteo Dal-Cin (42e)                      |                  |
| 2023             | 18e                    | Matteo Dal-Cin (171e)                     |                  |
| 2024             | 21e                    | Chris Ernst (309e)                        |                  |
|                  |                        |                                           |                  |
| Source : UCI     |                        |                                           |                  |

L'équipe est également classée au Classement mondial UCI qui prend en compte toutes les épreuves UCI et concerne toutes les équipes UCI.
| Classement mondial | Classement mondial     | Classement mondial                        | Classement mondial |
| Année              | Classement par équipes | Meilleur coureur au classement individuel |                    |
| ------------------ | ---------------------- | ----------------------------------------- | ------------------ |
| 2022               | 132e                   | Matteo Dal-Cin (510e)                     |                    |
| 2023               | 154e                   | Matteo Dal-Cin (1248e)                    |                    |
| 2024               | 192e                   | Chris Ernst (1886e)                       |                    |
|                    |                        |                                           |                    |
| Source : UCI       |                        |                                           |                    |

## Toronto Hustle en 2022[1]
| Cycliste          | Date de naissance | Nationalité | Équipe 2021                      |  |
| ----------------- | ----------------- | ----------- | -------------------------------- |  |
| Matteo Dal-Cin    | 14 janvier 1991   | Canada      | Rally Cycling                    |  |
| David Dubé        | 12 septembre 1999 | Canada      |                                  |  |
| Michael Foley     | 12 janvier 1999   | Canada      | XSpeed United Continental        |  |
| Emile Hamm        | 22 janvier 1999   | Canada      |                                  |  |
| Daniel Kalichman  | 6 juillet 1997    | Canada      |                                  |  |
| Theodore Kincaid  | 4 juillet 1998    | Canada      |                                  |  |
| Jeremy Obrand     | 19 janvier 1996   | Canada      |                                  |  |
| Ryan Rudderham    | 31 décembre 1999  | Canada      |                                  |  |
| Ethan Sittlington | 4 février 2000    | Canada      |                                  |  |
| Anton Varabei     | 2 septembre 1985  | Canada      |                                  |  |
| Edward Walsh      | 22 novembre 1996  | Canada      | XSpeed United Continental (2020) |  |